# Didier Drogba
Didier Yves Drogba Tébily, * 11. marec 1978, Abidjan, Slonokoščena obala.

## Življenjepis
Napadalec, ki igra za kanadski Montreal Impact je nekdanji kapetan in najboljši strelec vseh časov svoje reprezentance. 
Drogba se je rodil v Slonokoščeni obali, natančneje v mestu Abidjan. Pri petih letih so ga starši poslali v Francijo živeti k stricu, ki je bil profesionalni nogometaš. A Drogba se je že po treh letih vrnil nazaj v Abidjan. Mama mu je dala vzdevek Tito po jugoslovanskem predsedniku Josipu Brozu Titu. Didier je vsak dan igral nogomet v parku. Pri petnajstih letih se je vrnil v Francijo, kjer je začel igrati za klub Levallois, kjer je zelo presenetil trenerje s svojo dobro igro in talentom.

## Nogometna pot

### Le Mans
Prvi klub, za katerega je Drogba profesionalno zaigral je bil francoski nogometni klub Le Mans, s katerim je pri devetnajstih letih (leta 1998) podpisal pogodbo. Prve dve leti pri tem klubu večinoma ni igarl zaradi poškodb, a je potem trdo delal da se je izbolšal in postal fizično močnejši.

### Olimpique de Marseille
Njegov naslednji klub je bil Olympique de Marseille, kamor je prišel za 3,3 miljone evrov. Tam je Drogba blestel v prvi postavi.
V eni sezoni je zadel 19 golov in izbran je bil za igralca leta v Ligue 1. Leta 2004 ga je klub za 24 milijonov funtov prodal v Anglijo, klubu FC Chelsea.

### Chelsea

#### 2004–06
Drogba je prvi gol za Chelsea zadel na svoji tretji tekmi za klub proti Crystal Palacu. Kmalu se je poškodoval proti Liverpoolu, kar je onemogočilo njegovo igranje za dva meseca. S Chelseam je tistega leta osvojil Premier ligo in Carling cup.
Sezono 2005-06 je začel z dvema goloma proti Arsenalu v Community Shieldu. Drogba je to sezono končal z 12 goli v Premier ligi, 2 v Community Shieldu, enega v FA cupu in enega v Ligi prvakov.

## Priznanja

### Klub

#### Chelsea
- FA Premier League: 2004–05, 2005–06, 2009–10, 2014–2015
- FA Cup: 2006–07, 2008–09, 2009–10, 2011–12
- Football League Cup: 2004–05, 2006–07, 2014–2015
- UEFA Champions League: 2011–12
- FA Community Shield: 2005, 2009

#### Galatasaray
- Süper Lig: 2012–13
- TFF Süper Kupa: 2013
- Türkiye Kupası: 2013–14